# Sárgahasú asztrild
A sárgahasú asztrild (Coccopygia melanotis) a madarak osztályának a verébalakúak (Passeriformes) rendjébe, ezen belül a díszpintyfélék (Estrildidae) családjába tartozó faj.

## Rendszerezés
Besorolása erősen vitatott, egyes rendszerezők  az Estrilda nembe sorolják Estrilda melanotis néven, de szerepelt a Fringilla nemben is Fringilla melanotis néven.

## Előfordulása
Angola, Benin, Csád, a Dél-afrikai Köztársaság, Dél-Szudán, Eritrea, Etiópia,  Kenya, a Kongói Demokratikus Köztársaság, Lesotho, Malawi, Mozambik, Namíbia, Ruanda, Szváziföld, Tanzánia, Uganda, Zambia és Zimbabwe területén honos.

## Alfajai
Vannak akik két külön fajként említik. Így az alfajok két csoportra oszthatók:
- Coccopygia melanotis melanotis – (Temminck, 1823)
- Coccopygia melanotis bocagei – (Shelley, 1903)
- Coccopygia melanotis quartinia – (Bonaparte, 1850)
- Coccopygia melanotis kilimensis – (Sharpe, 1890)
- Coccopygia melanotis stuartirwini – (Clancey, 1969)

## Megjelenése
Testhossza 9-10 centiméter. A hímen a fejtető és a nyak hátsó része sötétszürke, a hát és a szárnyak olajzöldek, finom, sötét keresztsávokkal. A farcsík és a felső farkfedők narancsvörösek. A farktollak feketék. A kantár, a fejoldalak és a torok fekete, egyes alfajokon szürkés színű. A mell és a nyak oldalai világosszürkék. A szem barna, a láb fekete, a felső csőrkáva fekete, az alsó vörös. A tojó fején a fekete színt szürkésfehér helyettesíti. A kelet-afrikai alfajoknál, ahol a hímen sincs fekete szín a fejen, a tojó a hímhez hasonlít, csak a színei mattabbak.